# Methodios (Tournas)
Methodios, nato George Tournas (New York, 19 novembre 1946), è un vescovo ortodosso statunitense, metropolita della Metropolia greco-ortodossa di Boston.

## Biografia
Methodios è stato consacrato il 18 luglio 1982. È stato intronizzato come vescovo di Boston l'8 aprile 1984 e poi elevato a metropolita nel 1997. La Metropolia include Massachusetts, Maine, New Hampshire, Rhode Island e Vermont, nonché le città di Danielson, Enfield, New London and Norwich nel Connecticut, parte dell'Arcidiocesi greco-ortodossa d'America che è sotto il controllo del Patriarcato ecumenico di Costantinopoli.